# Epsom (New Hampshire)
Epsom – miasto w Stanach Zjednoczonych, w stanie New Hampshire, w hrabstwie Merrimack.